# Phlogophora fuscomarginata
Phlogophora fuscomarginata là một loài bướm đêm trong họ Noctuidae.